# 1832
| 1832               |
| ------------------ |
| Dødsfald - Fødsler |
| • Begivenheder     |

| Gregoriansk kalender | 1832 MDCCCXXXII         |
| Ab urbe condita      | 2585                    |
| Armensk kalender     | 1281 ԹՎ ՌՄՁԱ            |
| Kinesiske kalender   | 4528 – 4529 辛卯 – 壬辰 |
| Etiopisk kalender    | 1824 – 1825             |
| Jødisk kalender      | 5592 – 5593             |
| Hindukalendere       |                         |
| - Vikram Samvat      | 1887 – 1888             |
| - Shaka Samvat       | 1754 – 1755             |
| - Kali Yuga          | 4933 – 4934             |
| Iransk kalender      | 1210 – 1211             |
| Islamisk kalender    | 1248 – 1249             |

Konge i Danmark: Frederik 6. 1808-1839
Se også 1832 (tal)

## Begivenheder

### Udateret
- Skudsmålsbogen indført ved lov. Den var en mellemting mellem en karakterbog og et pas, uden hvilken et tyende ikke kunne flytte udenfor fødesognet.
- The Reform Bill indføres, der åbnede for en bredere stemmeret i England

### Februar
- 26. februar - Tsar Nikolaj 1. af Rusland sætter den polske forfatning ud af kraft

### April
- 26. april -  Forfatteren Henrik Hertz, der hidtil har skrevet under mærke, vedkender sig sine pseudonymer, og dermed sit forfatterskab

### Maj
- 7. maj - Grækenland anerkendes som en uafhængig stat med Otto 1. som konge

### Juli
- 24. juli - Bejamin Bonneville fører det første tog gennem Rocky Mountains ved Wyoming's sydlige åbning

### September
- 26. september - Götakanalen i Sverige åbnes. Den er 87,4 km, og den samlede vandvej inkl. de forbundne søer er 182 km.

### December
- 23. december - franske tropper erobrer Antwerpen og tvinger Holland til at anerkende Belgiens uafhængighed

## Født
- 6. januar – Gustave Doré, fransk maler og illustrator.
- 15. august – Wilhelm Bähncke, dansk sennepsfabrikant og grundlægger. (død 1907).
- 29. september – Joachim Oppenheim, rabbiner og forfatter. (død 1891).
- 8. december – Bjørnstjerne Bjørnson, norsk forfatter.
- 15. december -Alexandre Gustave Eiffel, fransk ingeniør, som byggede Eiffeltårnet. (død 1923).

## Dødsfald
- 20. januar - Olav Olavsen, dansk-norsk-islandsk arkitekt og jurist (født 1753).
- 12. marts – Friedrich Kuhlau, tysk-dansk komponist. 45 år.
- 22. marts – Johann Wolfgang von Goethe, tysk forfatter, naturforsker, filosof og politiker.
- 18. juli – Frederik Trampe, dansk adelsmand og politiker (født 1779).
- 21. september – Walter Scott, skotsk forfatter
- 14. november – Rasmus Rask, dansk sprogforsker.